# REC 2
REC 2, o [REC]², és la segona entrega de la pel·lícula REC (2007), estrenada el 2009. Escrita i dirigida per Jaume Balagueró i Paco Plaza, els mateixos autors de la pel·lícula anterior. La història ocorre minuts després dels esdeveniments de la primera pel·lícula, i Filmax Internacional la va descriure dient que «tindrà el mateix concepte claustrofòbic que REC però amb nous medis de transmetre la por de la pantalla l'espectador a través de la lent de gravació». La pel·lícula segueix el patró de la primera, ser un fals documental.

## Argument
Algunes hores després que un edifici dels suburbis de Barcelona fos declarat com l'origen d'un brot de virus, un grup de GEOS amb càmeres integrades als seus cascos i un inspector són enviats a l'edifici per complir una missió de la que no saben que es trobaran. A l'entrar a l'edifici el grup no troba rastre de cap supervivent o dels infectats pel que s'obren pas per l'edifici. Malauradament un dels GEOS és atacat per una infectada que el contagia amb el virus.
En l'instant que els seus companys el troben ell ja està sota els efectes del virus i els ataca, però s'atura quan Owen treu un rosari de la butxaca.
Un policia li exigeix a Owen que li digui la veritat sobre la seva missió en l'edifici però ell nomes els portar a l'àtic on sospita que hi ha la pacient zero.

## Producció
Després de l'èxit de [•REC], Jaume Balagueró i Paco Plaza decidiren fer una seqüela. La pel·lícula va començar el rodatge el 10 de novembre de 2008 i es va acabar de gravar el 24 de desembre de 2008. La pel·lícula reuní als directors amb molts dels membres de l'equip (els habitants de l'edifici) originals de la pel·lícula anterior. Es va rodar durant 6 setmanes a Barcelona i es va estrenar el 2 d'octubre de 2009. La seva estrena en DVD va ser el 24 de febrer de 2010.

## Recepció
La pel·lícula va ser rebuda de manera mixta per part de la crítica, la pàgina web Sensacine.com va recopilar un total de 6 crítiques espanyoles sobre ella rebent una nota mitjana de 3,5 sobre 5. Per la seua part, la pàgina web Rotten tomatoes va recopilar un total de 63 crítiques nord-americanes sobre ella sent el 68% (43) positives i rebent una nota mitjana de 6,2 sobre 10, mentre que Allociné va recopilar un total de 16 crítiques franceses sobre ella rebent una nota mitjana de 2,31 sobre 5.

## Premis i nominacions

### Premis
- 2010. Gaudí al millor muntatge per David Gallart
- 2010. Gaudí al millor maquillatge i perruqueria per Imma P. Sotillo i Lucía Salanueva
- 2010. Gaudí al millor so per Xavier Mas, Oriol Tarragó i Marc Orts
- 2010. Gaudí als millors efectes especials/digitals per David Ambit, Àlex Villagrasa i Salvador Santana

### Nominacions
- 2010. Goya als millors efectes especials per Salvador Santana i Àlex Villagrasa